# Steve Mokone
Stephen (Steve) "Kalamazoo" Mokone (Doornfontein, Johannesburg, 23 maart 1932 – Washington D.C., Verenigde Staten, 20 maart 2015) was een Zuid-Afrikaanse voetballer, die onder meer bij Heracles, Olympique Marseille, AC Torino en Valencia CF speelde. Ook kwam hij uit voor het zwarte elftal van Zuid-Afrika. 

## Biografie
Mokone voetbalde op jonge leeftijd op veldjes in de stad Johannesburg, later na een verhuizing ook in Sophiatown en Kilnerton, ten noorden van Pretoria. Reeds op zestienjarige leeftijd kwam hij uit voor het zwarte elftal van Zuid-Afrika. Op zijn achttiende werd hem door scouts uit Newcastle een profcontract aangeboden, maar zijn vader gebood hem dit af te slaan, omdat hij liever zag dat zijn zoon advocaat werd. Op twintigjarige leeftijd tekende hij alsnog en speelde hij in de seizoenen 1955/56 en 1956/57 voor Coventry City in Engeland. Hiermee was hij de eerste zwarte Zuid-Afrikaan die in Europa kwam voetballen.

### Naar Nederland
In de zomer van 1957 tekende De Zwarte Meteoor, zoals een van zijn bijnamen luidde, een contract bij het destijds semiprofessionele Nederlandse Heracles.  
Hij maakte zijn competitiedebuut op 15 september 1957 in de thuiswedstrijd tegen Enschedese Boys (4-0).
Hij werd met Heracles kampioen van de Tweede Divisie B. Mokone had intussen bij de Almelose bevolking een sterrenstatus verworven.
In zijn tweede seizoen bij Heracles kreeg hij vanaf november 1958 gezelschap van landgenoot Darius Dhlomo. Aan het einde van het seizoen 1958/59 vertrok Mokone, vanwege ruzie met het bestuur en ontevredenheid over de uitgekeerde premies. Hij ging naar Italië maar een contract bij Internazionale ketste af vanwege een hardnekkige enkelblessure. Cardiff City FC werd zijn nieuwe club die uitkwam in de Second Division.

### Weg bij Heracles
Op 22 augustus 1959 maakte hij de openingstreffer in zijn debuutwedstrijd tegen Liverpool, die eindigde in een historische 3-2 overwinning voor Cardiff City. Dat seizoen scoorde Mokone nog twee keer voor Cardiff, voor hij werd aangetrokken door FC Barcelona. Omdat deze club haar quotum aan buitenlandse spelers had bereikt, werd Mokone verhuurd aan Olympique Marseille. Daarna vertrok hij naar Torino FC in Italië. Hij won met zijn ploeg zijn debuutwedstrijd met 5-2 van Verona. Mokone scoorde alle vijf de doelpunten. Een paar maanden later, met Torino op rondreis in de Sovjet-Unie, werd hij de eerste buitenlandse speler die een hattrick maakte tegen Dynamo Kiev, destijds de beste club van het land. Daarna speelde hij bij Valencia CF, waarmee hij tegen Santos FC met Pelé voetbalde. Hij rondde zijn actieve voetbalcarrière af met een beperking als gevolg van een blessure, eerst in Australië en in 1964 in Canada. Na zijn profcarrière kreeg Mokone een aanbod om bondscoach te worden van het Zuid-Afrikaans voetbalelftal, maar dit sloeg hij af.
Mokone werd een van de weinige spelers in Europa die meer dan £ 10.000 verdienden. In 1959 werd hij geschaard onder de beste voetballers van Europa. De Italiaanse voetbaljournalist Beppe Branco zei ooit over hem: "Als Pelé de Rolls-Royce is van alle voetballers, Stanley Matthews de Mercedes-Benz en Alfredo Di Stéfano de Cadillac, dan is Kala uit Zuid-Afrika, dun en lenig, toch zeker de Maserati."

## Carrière na het voetbal
In 1964 werd Mokone, na beëindiging van zijn profcarrière, aangenomen aan de Rutgers University in de Verenigde Staten. Na het behalen van zijn doctoraat psychologie werd hij assistent-professor psychologie op de Universiteit van Rochester.
In de herfst van 1977 kwam hij in opspraak vanwege creditcardfraude en een aanval op zijn vrouw Joyce Maaga Mokone, die van hem wilde scheiden. Op 31 oktober 1978 bekende Steve Mokone bij het Hooggerechtshof van Middlesex County, New Jersey schuld aan een aanval met loog op 20 november 1977 met het doel haar te verminken. Hij werd veroordeeld tot een gevangenisstraf van 8-12 jaar. 
In mei 1980 werd Mokone in New York County, New York, ook veroordeeld voor het organiseren van een aanslag op 8 oktober 1977 op de advocaat van zijn vrouw, de 34-jarige Ann Boylan Rogers, die met zwavelzuur werd verminkt en blind werd aan een oog. Hiervoor kreeg hij een gevangenisstraf van 5-15 jaar. Hij verbleef 12 jaar in de gevangenis en werd in augustus 1990 vrijgelaten. Mokone beweerde de rest van zijn leven aan beide feiten onschuldig te zijn. Na zijn dood beschuldigde zijn dochter hem van meer ernstige daden, waaronder zware mishandeling van haar broer omdat die tegen zijn vader getuigde.
In 1996 werd Mokone hoofd uitvoerend bestuur van de door hem opgerichte Kalamazoo South African Foundation. Als begenadigd Zuid-Afrikaans voetballer maakte hij zich hard voor het binnenhalen van het wereldkampioenschap voetbal van 2010.

## Carrièrestatistieken
| Seizoen         | Club            | Land            | Competitie       | Competitie | Competitie | Beker | Beker | Internationaal | Internationaal | Overig | Overig | Totaal | Totaal |
| Seizoen         | Club            | Land            | Competitie       | Wed.       | Dlp.       | Wed.  | Dlp.  | Wed.           | Dlp.           | Wed.   | Dlp.   | Wed.   | Dlp.   |
| --------------- | --------------- | --------------- | ---------------- | ---------- | ---------- | ----- | ----- | -------------- | -------------- | ------ | ------ | ------ | ------ |
| 1957/58         | Heracles        | Nederland       | Tweede divisie B | 21         | 10         | –     | 0     | –              | –              | –      | –      | –      | 10     |
| 1958/59         | Heracles        | Nederland       | Eerste divisie B | 22         | 3          | –     | 2     | –              | –              | –      | –      | –      | 5      |
| Carrière totaal | Carrière totaal | Carrière totaal | Carrière totaal  | 43         | 13         | –     | 2     | 0              | 0              | 0      | 0      | –      | 15     |

## Erelijst
Heracles
| Nationaal      |    |         |
| Tweede divisie | 1x | 1957/58 |

## Boeken en film
- Tom Egbers, geboren te Almelo rond de tijd dat Mokone naar Nederland kwam, publiceerde in 1995 over Mokone de roman De Zwarte Meteoor, naar de bijnaam die Mokone in Almelo en omstreken al gauw kreeg toebedeeld. Deze roman werd als De Zwarte Meteoor de verfilmd en ging op 11 december 2000 in Amsterdam in première. De rol van Mokone wordt onder anderen vertolkt door zijn oude teamgenoot Darius Dhlomo.
- In 2002 bracht Egbers opnieuw een boek over Mokone uit, waarin hij op zoek ging naar de waarheid achter de gebeurtenissen in de herfst van 1977, toen Mokone creditcardfraude en mishandeling van zijn vrouw en haar advocaat ten laste werd gelegd. Volgens Egbers is Mokone destijds om politieke redenen veroordeeld en was hij onschuldig.[7]

## Eerbewijzen
- In het Polman Stadion van Heracles Almelo, dat in september 1999 door Mokone werd geopend, is een tribune naar Steve Mokone genoemd.
- In Almelo werd een straat vernoemd naar de levende voetballegende.
- Op 21 maart 2015 begon het Eredivisieduel tussen Heracles en sc Heerenveen met een minuut applaus ter ere van Mokone.